# ダンジュルーズ・ド・リル＝ブシャール
ダンジュルーズ・ド・リル＝ブシャール（フランス語：Dangereuse de l'Isle Bouchard,  1079年 - 1151年） オック語でダンジュローザ（ポワトゥー語：Dangerosa）とも称される。リル＝ブシャール（フランス語版）領主バルテルミーとその妻ジェルベルジュ・ド・ブレゾンの娘。 
有名な女君主アリエノール・ダキテーヌの外祖母に当たるとともに、アリエノールの内祖父、アキテーヌ公ギヨーム9世の愛人であった。
ギヨーム9世はポワティエの居城の敷地内に、ダンジュルーズを住まわせるためモーベルジョン塔を建て、ダンジュルーズの他に「モーベルジョンヌ」の通称で知られていた。「ダンジュルーズ」（危険な女）は、本来「ダンジュルーズ」とは、本来気難しい性格を指す渾名であるが、彼女の場合その魅惑的なことから呼ばれた名である。ギヨーム9世は詩や歌の中で彼女をそう呼んでいた。 
洗礼名はおそらくアモーベルジュ（フランス語：Amauberge）またはアマルベルジュ（フランス語：Amalberge）もしくはジェルベルジュ（フランス語：Gerberge）であったとされている。 

## 子孫
内祖父母にアルシャンボー＝ボレル・ド・ビュエイユとアニェス・ド・リル＝ブシャールがいる。 
孫娘アリエノール・ダキテーヌを通し、ダンジュルーズは以下多くの君主・貴族の先祖となった。
- イングランド王リチャード1世
- シャンパーニュ伯妃マリー・ド・フランス
- イングランド王ジョン
- ブルターニュ公ジョフロワ2世
- シチリア王妃ジョーン・オブ・イングランド
- エレノア・オブ・イングランド
- マティルダ・オブ・イングランド
- 若ヘンリー王

アリエノールはフランス王妃、結婚解消後にイングランド王妃になったが、同時にアキテーヌ女公・ポワティエ女伯であった。

## 生涯

### 結婚
具体的な年月日は不明であるが、ダンジュルーズはシャテルロー副伯エメリー1世と結婚した。彼女は夫に1109年の憲章で財産をサン＝ドニ＝ド＝ヴォー修道院に寄付するように助言した。ダンジュルーズは自分の意思を貫き通し、他の貴族たちの世論を喜び好まず、ほとんど気にしない女性であったとされている。
夫エメリー1世との間に5子（2人の息子と3人の娘）をもうけた。
- ユーグ（1176年以前没） - エメリー1世の後にシャテルロー副伯位を継承。
- ラウル（1190年没） - アキテーヌの偉大なセネシャル（官僚）となる。フェイ＝ラ＝ヴィヌーズ女領主エリザベートと結婚した。
- アエノール（1103年頃 - 1130年3月） - アキテーヌ公ギヨーム10世と結婚。アリエノール・ダキテーヌとペトロニーユ・ダキテーヌの母。
- アマブル　- タイユフェル家のアングレーム伯ヴュルグラン2世（1140年没）の2番目の妻。
- アワ　- ピエール＝エリー・ド・ショヴィニーと結婚した。アンドレ・ド・ショヴィニーの母。

ダンジュルーズはギヨーム9世の愛妾になる以前、エメリー1世と約7年間結婚していた。ダンジュルーズの「誘拐」は当時、不名誉かつ有名なスキャンダルであった。

### ギヨーム9世の愛妾
ポワトゥーを旅行している間に、アキテーヌ公ギヨーム9世は魅惑的な人妻ダンジュルーズに出会った。そして、ギヨーム9世のもとに連れられてダンジュルーズは夫の元を去り、互いに正式な配偶者がいたにもかかわらず結婚してしまった。この「誘拐」により教会から破門されている。 しかし彼女は、件のギヨーム9世一行の目の前に自ら姿を現したともされている。
ギヨーム9世はダンジュルーズのため、ポワティエの居城の敷地内にモーベルジョン塔を設置した。そして、歴史家であるマームズベリのウィリアムの説明によれば、アキテーヌ公は自身の盾にダンジュルーズの姿絵も描いたとされる。 
ギヨーム9世の2人目の妻フィリッパ・ド・トゥールーズが実家トゥールーズからポワティエに帰還した際、夫の愛妾ダンジュルーズが城の敷地内に住んでいるのを発見して激怒し、アキテーヌの宮廷で彼女の友人と教会に訴えた。しかし、ギヨームが封建制における大君主であったため、臣下の貴族たちは彼女に手を貸すことはできず、そして教皇の立法者ジローがギヨーム9世に、ダンジュルーズを夫シャテルロー副伯エメリー1世の元に返すよう命じた際、単調な議会に対し、ギヨームの返答は以下の一言だけであった。 
「余がシャテルロー副伯夫人と別れるより貴殿の頭の巻き毛が伸びる方が早かろう」
1116年、夫から正妃の自分がいる居城の同敷地内に愛人を囲われるという屈辱を受けて傷ついたフィリッパはフォントヴロー修道院に隠遁することを選んだ。
諸説あるが、ダンジュルーズはギヨーム9世との間に以下3人庶子をもうけたとされる。
- アンリ（1132年以降没） - 修道僧となる。後のクリュニー修道院次長
- アデライード　- 母をフィリッパ・ド・トゥールーズとする説も有り、その場合はフェイ＝ラ＝ヴィヌーズ卿ラウル・ド・フェイ（ダンジュルーズと夫エメリー1世の次男）の2人目の妻として結婚したとされる。
- シビーユ - サント修道院女子修道院長

ギヨーム9世の次男とされるアンティオキア公レｰモン・ド・ポワティエは2度目の妻フィリッパ・ド・トゥールーズではなく、ダンジュルーズを生母とするという説も存在する。レーモンの母親を特定する主要な資料が存在しない上、ギヨーム9世の正妃の子として名付けられていない。そのため、レーモンはギヨーム9世とダンジュルーズの間に生まれたと仮定されることが道理に適っているとされる。もしこの仮説が正しければ、ダンジュルーズはレーモンの子であるアンティオキア公ボエモン3世、マリー・ダンティオケ、フィリッパ・ダンティオケの祖母になる。
死因は不明だが、フィリッパは修道院に入った2年後に亡くなり、フィリッパと友人同士であったギヨームの初婚の元妻エルマンガルド・ダンジュー（アンジュー伯フルク4世の娘）がギヨーム9世への復讐に着手する。 
1119年10月、エルマンガルドは教皇カリストゥス2世によって開催されているランス評議会に突然現れ、以下の要求を突きつけた。 
- 教皇がギヨーム9世を再び破門すること
- アキテーヌ公領からダンジュルーズを追放すること
- 再びエルマンガルドをアキテーヌ公妃として正当な場所に身分を戻すこと

教皇はエルマンガルドの要求を拒んだ。しかしその後数年間、エルマンガルドは騒ぎ立て、ギヨーム9世を悩ませ続けた。
ギヨーム9世の嫡男であるギヨーム10世は父親とダンジュルーズの不倫関係に悩まされ続けたが、1121年にダンジュルーズの娘アエノールとの結婚を手配したときに限り父子関係が落ち着いた。翌年に長女アリエノールが生まれた。
ギヨーム9世が1127年2月10日に死去して以降のダンジュルーズの記録は存在していない。後にダンジュルーズは1151年に死去している。 